# Königseggwald
Königseggwald település Németországban, azon belül Baden-Württembergben. Lakosainak száma 704 fő (2023. december 31.).

## Népesség
A település népessége az elmúlt években az alábbi módon változott:
| Lakosok száma | 461  | 446  | 532  | 554  | 494  | 578  | 667  | 670  | 663  | 704  |
|               | 1961 | 1967 | 1974 | 1980 | 1987 | 1993 | 2000 | 2006 | 2013 | 2023 |